# Оберек
Обе́рек (обертас; пол. oberek, ober, obertas, drobny, okrągły, owijok, zawijacz) — польский народный парный танец, в котором танцующие пары ведут круговой хоровод, с песнями. Название происходит от польского слова obertania — «вращение» или «оборот». Танцоры часто сопровождают танец припевами, возгласами и притоптыванием.
Возник в Куявии в XVII веке, как разновидность мазурки с более прихотливым ритмическим рисунком и характерным акцентом на третьей доле каждого второго такта. Музыкальный размер 3/8 или 3/4, темп быстрый. Оберек часто исполняется после медленного куявяка.
Популярный в сельской местности многих регионов Польши, особенно в Мазовии. В конце XIX века стал танцем не только сельского населения, но и разных слоëв общества.
Образцы оберека даны в произведениях композитора Ф. Шопена (например, 4-я мазурка для фортепиано).